# Goalunited
Goalunited ist ein Flash-basiertes Fußball-Manager-Browserspiel. Es wurde von der Hamburger Northworks Software GmbH entwickelt, die in der Travian Games GmbH aufgegangen ist. Die erste öffentliche Betaversion startete 2006. Im August 2009 erreichte Goalunited eine Spielerzahl von über 1.750.000. Es ist derzeit das einzige Browserspiel, das in der ESL gespielt wird.
2010 wurde neben dem ursprünglichen Goalunited eine neue Version namens Goalunited 2011 vorgestellt. Die alte Version blieb als eigenständiges Projekt unter dem Namen „Goalunited Classic“ bis zum August 2014 spielbar. Im Juli 2015 wurde eine weitere Version namens Goalunited PRO veröffentlicht, welche neben einer vollkommen überholten Grafik und leicht verändertem Gameplay auch neue Bedienkonzepte zur erleichterten Bedienbarkeit auf Tablets beinhaltete. Am 18. Oktober 2017 gab northworks die Einstellung von Goalunited PRO bekannt; als Grund wurde fehlende Wirtschaftlichkeit genannt. Aktuell (Stand: Juli 2020) ist nur noch das ehemalige Goalunited 2011 spielbar, welches nun Goalunited Legends heißt.

## Spielprinzip
Nach der Registrierung erhält jeder Spieler einen Verein, der zunächst in einer der untersten Ligen seines Landes startet. Es gibt derzeit, bei der Classic-Version, 45 Länder mit teilweise mehreren tausend Ligen in bis zu 11 Stufen. Bei der aktuellen Version Goalunited 2011 sind 44 Länder mit ebenfalls mehreren tausend Ligen in bis zu zehn Ligastufen am Start. Die (fiktiven) Spieler der Startmannschaft sind zunächst nicht besonders gut, durch Training, Transfers und Jugendarbeit kann der Manager seine Mannschaft jedoch verbessern.
Eine Liga besteht bei Goalunited Classic aus zehn Mannschaften, insgesamt bestreitet jede Mannschaft mit Hin- und Rückspielen also 18 Ligaspiele pro Saison. Diese finden in der Regel wöchentlich, jeweils am Samstag, statt, außerdem werden zwei englische Wochen pro Saison ausgespielt, bei denen auch mittwochs ein Ligaspiel ausgetragen wird. Der normalerweise am Mittwoch stattfindende Ligapokal wird an diesen Tagen unterbrochen. Zum Saisonende gibt es eine kurze Saisonpause.
Eine Liga bei Goalunited 2011 besteht aus zwölf Mannschaften, wobei 22 Ligaspiele pro Saison bestritten werden. Diese finden mittwochs und samstags statt. Der bei Goalunited Classic am Mittwoch gespielte Ligapokal wurde bei Goalunited 2011 auf einen Montag verlegt. Auch hier gibt es zum Saisonende eine kurze Spielpause.
Eine Besonderheit, die Goalunited von anderen Fußballmanagerspielen unterscheidet, ist die Funktionsweise des Transfermarkts. Dabei verkauft der Manager seine Spieler zunächst zu einem festgelegten Marktwert an die "Bank", von dieser können andere Manager die Spieler dann in einer Auktion erwerben. Die hierbei erzielten Preise wirken sich wiederum auf den Marktwert aus. Dadurch wird weitestgehend verhindert, dass Vereine durch Zahlung von überhöhten Preisen gepusht werden können.
Eine weitere Besonderheit ist der Austragungsmodus internationaler Wettbewerbe. Dabei stimmen die Manager eines Landes über Taktik und Aufstellung der Nationalmannschaft ab. Die Fußball-Europameisterschaft 2008 war allerdings der einzige Wettbewerb, der auf diese Weise nachgespielt wurde.

## Stadionumfeld
Der Spieler hat die Möglichkeit im Stadionumfeld Gebäude zu errichten, die z. B. das Training verbessern oder für zusätzliche Einnahmen oder einen besseren Ruf des Vereins sorgen. Zu diesen Gebäuden gehören z. B. eine Fabrik um Fanartikel herzustellen, ein Shop um diese Artikel zu verkaufen, medizinische Gebäude um einen Physiotherapeuten, Arzt und Mentaltrainer einzustellen, Trainingsplatz/-halle, ein Kiosk und Anreisemöglichkeiten für die Zuschauer, z. B. ein Parkplatz und eine Bushaltestelle. Jedes dieser Gebäude besitzt mehrere Ausbaustufen.
Auf vier weiteren Plätzen können gegen sogenannte GU-STARS (Premiumwährung, welche für echtes Geld gekauft werden kann) Dekorationsgebäude gebaut werden. Dazu gehören unter anderem ein Park, ein See, das Wohnhaus des Managers, Fußballmonumente, Brunnen und ein Minigolfplatz.

## Meisterschaften und Pokale
Eine Saison bei Goalunited Classic dauert 17 Wochen – somit können jedes Jahr drei Meisterschaften ausgespielt werden. In den ersten 16 Wochen werden die 18 Ligaspiele ausgetragen, in der folgenden Woche spielen die Meister und Vizemeister zweier benachbarter Ligen in Playoffs um den Aufstieg, dieses System gilt bis Liga 6, alle Vereine darunter steigen direkt auf und haben somit in dieser Woche keine Pflichtspiele. Um den Abstieg kann nicht in Play-offs gekämpft werden, im Gegensatz zu Goalunited 2011 gibt es hier nur die Aufstiegsrelegation.
Bei Goalunited 2011 dauert eine Saison ca. 12 Wochen – so können jedes Jahr viereinhalb Meisterschaften ausgespielt werden. In den ersten elf Wochen, wobei an einem Samstag das erste und an einem Mittwoch das letzte Spiel gespielt wird, werden die 22 Ligaspiele ausgetragen, in der restlichen Woche bilden Vizemeister und Vereine der höheren Spielklasse, die auf den Abstiegsrelegationsplätzen gelandet sind, eine Play-off-Liga mit sechs Teams, in der vier Teams der niedrigeren Spielklasse und zwei Teams der höheren Spielklasse um den Auf- bzw. Abstieg kämpfen. Play-offs werden bis zur 6. Liga gespielt, in unteren Ligen steigt man direkt auf oder ab.
Zudem wird seit der vierten Saison bei Goalunited Classic und seit der zweiten Saison bei Goalunited 2011 ein nationaler Pokal ausgespielt. Dabei treten die 13650 Mannschaften der obersten sechs Ligen in einem gemeinsamen Wettbewerb an. Für die unteren Ligen gibt es eigene Wettbewerbe und damit eigene Pokale. Zudem gibt es seit der zehnten Saison bei Goalunited 2011 einen internationalen Wettbewerb, die sogenannten „International Masters“. Alle Vereine, die sich zur Saisonhälfte, also nach elf Spieltagen, für die obere Tabellenhälfte qualifiziert haben, haben sich für die „International Masters Gold“ qualifiziert. Alle anderen für die „International Masters Silber“. In einem dieser Turniere sind insgesamt 128 Vereine international vertreten. Sie sind ungefähr alle gleich stark. Der Unterschied zwischen der Gold- und Silberversion ist, dass bei der Goldversion beispielsweise mehr Zuschauer ins Stadion kommen und somit mehr Einnahmen zu gewinnen sind.

## Auszeichnungen
Goalunited erhielt eine Reihe von Auszeichnungen. Unter anderem wurde es 2006 von den Nutzern des Portals Galaxy-News zum Browserspiel mit der besten Grafik gewählt. Vor allem durch seine ansprechende Oberfläche überzeugt das Spiel auch nach Meinung der Online-Ausgabe der Zeitschrift Computer Bild Spiele. Die Nutzer des Portals Gamesdynamite wählten Goalunited zum Superbrowserspiel 2007 in der Kategorie Große Spiele (Über 10.000 Spieler). 2006 landete das Spiel beim renommierten Deutschen Entwicklerpreis, in der Kategorie Bestes Deutsches Browsergame, auf Platz 3. Im Jahr 2007 konnte northworks mit der Version goalunited 2007 beim Deutschen Entwicklerpreis den 2. Platz unter den Publikumspreisen, in der Kategorie Bestes Sportspiel, erzielen. 2011 wurde goalunited 2011 für das beste Deutsche Browserspiel beim von der Bundesregierung mitfinanzierten Deutschen Computerspielpreis nominiert und belegte hinter Die Siedler Online Platz 2.

## Finanzierung
Das Spiel finanziert sich teilweise durch kostenpflichtige Premium-Accounts. Diese bieten keine spielerischen Vorteile, sondern zusätzliche Features, die den Spielspaß steigern sollen. Dazu gehören die Anzeige von Bildern der Spieler, die Möglichkeit, ein Vereinslogo hochzuladen sowie zusätzliche Wettbewerbe, die sogenannten United-Pokale, United-Ligen und United-Turniere.
Ein weiteres Standbein der Finanzierung ist Werbung. Jeder Verein kann einen Vertrag mit einem Sponsor aushandeln. Diese sind computergesteuert, haben aber Namen und Logos realer, zum Teil namhafter Firmen oder Produkte, wie McDonald’s oder Adidas. Ein Mausklick auf das Sponsorenlogo führt zur Webseite der Firma.
Im Gegensatz zur Classic-Version können bei Goalunited 2011 auch spielerische Vorteile gekauft werden. Dabei orientiert das Spiel sich wie auch das vom gleichen Hersteller stammende Ballersunited am Prinzip von Sammelkartenspielen.